# Sing Sing Death House
Pour les articles homonymes, voir Sing Sing.
Albums de The Distillers
The Distillers
(2000) Coral Fang
(2003)
Sing Sing Death House est le second album du groupe de punk rock The Distillers, sorti en 2002.
L'accueil critique a été positif, notamment le site AllMusic qui lui a donné 4 étoiles sur 5.

## Liste des morceaux
Toutes les chansons sont écrites par Brody Dalle (si ce n'est pas le cas, nom de l'auteur précisé).
1. Sick of It All – 3:10
2. I Am a Revenant – 3:28
3. Seneca Falls – 3:01
4. The Young Crazed Peeling - 3:16
5. Sing Sing Death House – 1:43
6. Bullet and The Bullseye – 1:12
7. City of Angels – 3:29
8. Young Girl – 2:42
9. Hate Me (Dalle, Casper) – 1:10
10. Desperate – 1:22
11. I Understand – 1:47
12. Lordy Lordy – 2:19

## Membres du groupe lors de cet enregistrement
- Brody Dalle - chant, guitare
- Casper Mazzola - guitare, chœurs
- Andy "Outbreak" Granelli - batterie
- Ryan Sinn - basse, chœurs